# .bw
.bwは、国別コードトップレベルドメイン(ccTLD)の一つで、ボツワナに割り当てられている。このドメインはボツワナ大学によって管理されている。このドメインには、レジストリの公式ウェブサイトは存在せず、またドメイン登録に関する案内もない。しかし、ボツワナのいくつかのISPは、書類で登録を受け付けている。現在登録されているものは、.co.bwや.org.bwといった第二レベルドメインの下に登録されている。

## セカンドレベルドメイン
- .bw
- .co.bw 営利団体
- .org.bw 非営利団体
- .ac.bw 学術機関
- .net.bw ネットワーク(取得用件はco.bwやgov.bwと同じ)
- .gov.bw 政府機関